# Бекетовская (Московская область)
Беке́товская — деревня в Орехово-Зуевском муниципальном районе Московской области. Входит в состав сельского поселения Дороховское. Население — 34 чел. (2010).

## Расположение
Деревня Бекетовская расположена в юго-восточной части Орехово-Зуевского района, примерно в 31 км к юго-востоку от города Орехово-Зуево. Высота над уровнем моря 135 м.

## Название
Название связано с некалендарным личным именем Бекет. Суффикс -овск- свидетельствует об относительно раннем появлении названия, в XIV—XV веках.

## История
На момент отмены крепостного права деревня принадлежала помещику Кознову. После 1861 года деревня вошла в состав Старовской волости Егорьевского уезда. Приход находился в селе Красное.
В 1926 году деревня входила в Старовский сельсовет Красновской волости Егорьевского уезда.
До 2006 года Бекетовская входила в состав Дороховского сельского округа Орехово-Зуевского района.

## Население
В 1885 году в деревне проживало 204 человека, в 1905 году — 287 человек (144 мужчины, 143 женщины), в 1926 году — 331 человек (153 мужчины, 178 женщин). По переписи 2002 года — 37 человек (17 мужчин, 20 женщин).
| 1859 | 1868 | 1885 | 1905 | 1926 | 2002 | 2006 |
| ---- | ---- | ---- | ---- | ---- | ---- | ---- |
| 150  | ↗157 | ↗204 | ↗287 | ↗331 | ↘37  | ↗41  |
| 2010 |      |      |      |      |      |      |
| ↘34  |      |      |      |      |      |      |